# Гложене (Врачанська область)
Гло́жене (болг. Гложене) — село у Врачанській області Болгарії. Входить до складу общини Козлодуй.

## Населення
За даними перепису населення 2011 року у селі проживали 2748 осіб.
Національний склад населення села:
| Національність   | Кількість осіб | Відсоток |
| ---------------- | -------------- | -------- |
| болгари          | 1838           | 76,5%    |
| цигани           | 553            | 23,0%    |
| не визначились   | 7              | 0,3%     |
| Всього відповіли | 2403           |          |

Розподіл населення за віком у 2011 році:
Динаміка населення: